# San Rocco (Monza)
Il quartiere San Rocco è un rione a sud della città di Monza, ed è amministrativamente appartenente alla Circoscrizione 3 della città. 
Confina ad ovest con San Giuseppe, a sud con Sant'Alessandro, ad est con San Donato ed è collegato con il quartiere San Carlo tramite il sottopasso di via Toniolo.

## Infrastrutture e trasporti
Nel quartiere è presente un complesso di scuole superiori professionali e al confine con San Donato un depuratore del fiume Lambro.
Il quartiere è servito dalla linea di autobus z202, che effettua capolinea lungo via D'Annunzio, e dalla linea z201, che attraversa il quartiere e termina la corsa nel rione di Sant'Alessandro